# Charaxes swynnertoni
Charaxes swynnertoni är en fjärilsart som beskrevs av Poultin 1919. Charaxes swynnertoni ingår i släktet Charaxes och familjen praktfjärilar. Inga underarter finns listade i Catalogue of Life.